# Versteinerungsgebot
Das Versteinerungsgebot (auch Versteinerungsprinzip) verlangt, dass der personelle Status quo der ehemaligen Bundesregierung ab Beginn ihrer übergangsweisen Geschäftsführung beibehalten wird.
Das Versteinerungsgebot ist im weiteren Sinn ein im parlamentarischen Betrieb allgemein anerkanntes Prinzip, dass eine abgewählte, aber noch geschäftsführende Regierung bis zur Vereidigung der neuen Regierung vor allem die bereits laufenden Geschäfte und Termine mit notwendigen Entscheidungen begleitet (Kontinuitätsprinzip) und ansonsten größtmögliche politische Zurückhaltung übt. 
Dieses Gebot schränkt allerdings die Handlungs- und Entscheidungsfähigkeit der geschäftsführenden Regierung juristisch nicht ein. Das Versteinerungsgebot ist im Grundgesetz für die Bundesrepublik Deutschland (GG) nicht vorgesehen. Es obliegt der geschäftsführenden Regierung, es einzuhalten oder in einzelnen Fällen eventuell davon abzuweichen.

## Wortherkunft
Mit Versteinern wird ursprünglich das zu Stein werdende „Ist“ gemeint. Danach ist das versteinerte Objekt fest und relativ unveränderlich. Bekannt sind Millionen Jahre alte Fossilienabdrücke und z. B. steinerne Bau- und Kunstwerke der Menschheit.
„In Stein gemeißelt“ bedeutet, dass ein einmal aufgestellter Text danach nicht mehr veränderbar ist.
Mit versteinerter Miene ist daneben gemeint, dass sich der Gesichtsausdruck (Mimik) eines Menschen in bestimmten Situationen nicht mehr ändert.

## Rechtliche Grundlagen
Das Grundgesetz formuliert im Artikel 69 Satz 3 nur allgemein, dass durch den bisherigen Bundeskanzler „die Geschäfte“ bis zur Ernennung seines Nachfolgers auf Ersuchen des Bundespräsidenten weiterzuführen sind.
Eine geschäftsführende Regierung besitzt nach herrschender Meinung grundsätzlich dieselben Befugnisse wie eine „regulär“ im Amt befindliche Regierung. Ihr Handlungsspielraum ist von Rechts wegen nicht auf die „laufenden Geschäfte“ beschränkt. Teilweise wird aber darauf hingewiesen, dass ihr Übergangscharakter größtmögliche politische Zurückhaltung gebiete. Einer geschäftsführenden Regierung steht das Gesetzesinitiativrecht einschließlich der Einbringung des Haushalts zu. Die Ressortminister haben weiterhin die ihr nach Artikel 65 Satz 2 GG zustehenden Befugnisse, das Recht zum Erlass von Rechtsverordnungen und Verwaltungsvorschriften eingeschlossen.
Neben der moralischen Aufforderung, die nachfolgende Regierung politisch nicht unbotmäßig zu binden, gibt es für die geschäftsführende Regierung konkrete Einschränkungen: 
1. Sollten Minister vorzeitig ausscheiden, darf der amtierende Bundeskanzler keine neuen Minister mehr ernennen. Stattdessen muss die Arbeit von einem Mitglied der Regierung mit übernommen werden. Die Ernennung Dritter zu Ministern ist nicht möglich, da dies einer Regierungsneubildung gleich käme.
2. Der Bundeskanzler kann nicht die Vertrauensfrage nach Artikel 68 GG im Parlament stellen, weil er nicht kraft parlamentarischen Vertrauens des neuen Bundestages amtiert und als nur geschäftsführender Kanzler nicht die Voraussetzungen für eine Bundestagsauflösung schaffen kann.
3. Umgekehrt kann der neue Bundestag kein Misstrauensvotum nach Artikel 67 GG gegen den amtierenden Bundeskanzler einbringen. Das Parlament besitzt gegenüber der geschäftsführenden Regierung aber die übrigen parlamentarischen Kontrollrechte (Interpellationsrechte, Einsetzung von Untersuchungsausschüssen usw.).[2][3]

## Beispiele

### Regierungswechsel in Deutschland 2021
- Der Bundespräsident ersuchte nach der Neuwahl des Bundestages die bisherige Regierung im Amt zu bleiben. Bundeskanzlerin Angela Merkel vertrat Deutschland noch auf weiteren Gipfeltreffen der Regierungschefs und auch auf der UN-Klimakonferenz 2021 in Glasgow (Schottland). Dort sagte sie nichts, was nicht im Konsens mit den Ideen der neuen Koalitions-Verhandler steht.[3]
- Der Erste Parlamentarische Geschäftsführer der FDP-Fraktion Marco Buschmann gab am 25. Oktober 2021 nach der Neuwahl des Bundestages vor der Fraktionssitzung folgendes Statement ab: „Die Mitglieder der Bundesregierung werden dann ab morgen nur noch geschäftsführend im Amt sein. Das bedeutet, dass staatsrechtlich das sogenannte Versteinerungsgebot gilt. […] Das bedeutet, dass keine großen politischen Grundsatzentscheidungen mehr getroffen werden können, keine Strukturentscheidungen mehr getroffen werden können, keine Personalia mehr entschieden werden können. Und der Rat an die Mitglieder der Bundesregierung ist, [...] diese Geschäftsführung in enger, ich möchte sagen in engster Abstimmung mit dem 20. Deutschen Bundestag zu führen, bis eben regulär eine neue Regierung gebildet ist.“[4]
- Umgekehrt zeigten die COVID-19-Pandemie und andere aktuelle Probleme, dass die künftigen Koalitionäre, also die damals noch vermutlich künftigen Regierungsparteien, bereits vor Vereidigung des neuen Bundeskanzlers und seiner Regierung im neu gewählten Bundestag Themen vorantrieben, die von der noch amtierenden Regierung nicht mehr torpediert wurden.[5]